# Jaak Panksepp

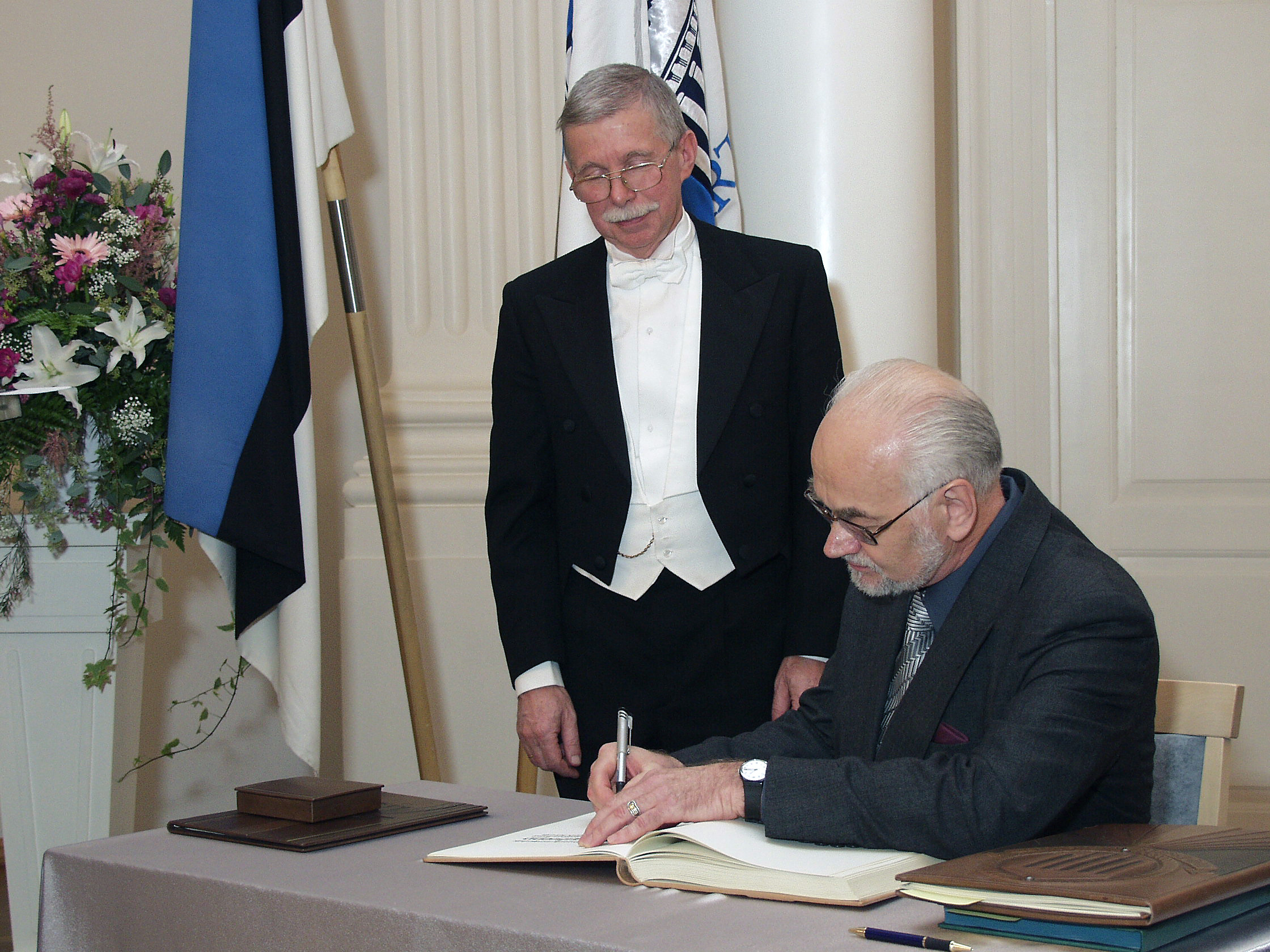
Jaak Panksepp (rechts) in 2004

Jaak Panksepp (Tartu, 5 juni 1943 – Bowling Green (Ohio), 17 april 2017) was een Ests-Amerikaans psycholoog, psychobioloog en neurowetenschapper. 

## Loopbaan
Panksepp was professor aan Bowling Green State Universiteit in de staat Ohio in de Verenigde Staten. Hij is de uitvinder van de benaming affectieve neurowetenschappen, de benaming voor het veld dat onderzoek doet naar de neurale mechanismen achter emoties.

## Boeken
- Panksepp, J., Biven, L. (2012). The Archaeology of Mind: Neuroevolutionary Origins of Human Emotion. New York: W. W.  Norton & Company. W W Norton page
- Panksepp, J. (Ed.) (2004). A Textbook of Biological Psychiatry, New York, Wiley
- Panksepp, J. (1998). Affective Neuroscience: The Foundations of Human and Animal Emotions. New York: Oxford University Press.